# Newtown (Connecticut)
Newtown – miasto w hrabstwie Fairfield, w stanie Connecticut w Stanach Zjednoczonych. Według sporządzonego w 2010 spisu ludności, liczba mieszkańców miasta wynosiła ok. 27 650 osób.
14 grudnia 2012 w miejscowej szkole podstawowej 20-letni Adam Lanza dokonał zamachu z użyciem broni palnej, w wyniku którego śmierć poniosło m.in. 20 dzieci.